# Kris Schildermans
Kris Schildermans (Neerpelt, 8 april 1984) is een Belgisch oud-langebaanschaatser. Hij leerde schaatsen op de 200-meter baan in Lommel. In januari 2009 nam Schildermans een 260e positie in op de Adelskalender, anno februari 2010 is dit 232.

## Biografie
Schildermans is lid van de Belgische schaatsclub Noord-Limburgse snelschaatsvereniging (NLSV). Hij maakte zijn internationale schaatsdebuut bij een wereldbekerwedstrijd in december 2005. In januari 2007 deed hij voor het eerst mee aan een internationaal kampioenschap. In Collalbo werd hij echter al op de eerste afstand bij het EK Allround gediskwalificeerd door een tweede valse start. Ook bij het EK Allround in Thialf werd hij gediskwalificeerd tijdens de 1500 meter, ditmaal door het hinderen van zijn tegenstander bij de baanwissel.
Sinds juli 2007 woont Schildermans in Berlijn, waar hij zich heeft aangesloten bij het Zweedse Sweskate-team. Het is de eerste keer dat hij bij een professionele ploeg schaatst.
Aan het begin van seizoen 2007/2008 werd hij in Breda tussen elf andere Belgische langebaanschaatsers Nationaal Kampioen Allround door drie van de vier afstanden te winnen. In het seizoen 2008/2009 won hij op het BK in Breda vier afstanden en werd wederom Nationaal Kampioen Allround. In totaal is Schildermans, achtereenvolgend, zesvoudig Belgisch Kampioen Allround.
Voor aanvang van seizoen 2010/2011 maakte Schildermans bekend dat hij een baan aangeboden kreeg bij een Belgisch bedrijf in Zweden en zodoende te stoppen met de schaatssport.

## Persoonlijk records
| Afstand     | Tijd     | Datum            | Baan           |
| ----------- | -------- | ---------------- | -------------- |
| 500 meter   | 39,48    | 12 februari 2010 | Salt Lake City |
| 1000 meter  | 1.14,54  | 12 februari 2010 | Salt Lake City |
| 1500 meter  | 1.51,46  | 19 maart 2009    | Calgary        |
| 3000 meter  | 3.51,50  | 28 februari 2009 | Salt Lake City |
| 5000 meter  | 6.29,17  | 12 december 2009 | Salt Lake City |
| 10000 meter | 13.42,56 | 14 maart 2008    | Calgary        |

## Resultaten
| jaar | BK Allround | EK Allround | WK Afstanden | Wereldbeker         |
| ---- | ----------- | ----------- | ------------ | ------------------- |
| 2005 | Goud        |             |              |                     |
| 2006 | Goud        |             |              | 0p 5/10km           |
| 2007 | Goud        | DQ1         |              | 0p 1500m 50e 5/10km |
| 2008 | Goud        | NC28        |              | 0p 1500m 0p 5/10km  |
| 2009 | Goud        | DQ3         | 22e 5000m    | 29e 5/10km          |
| 2010 | Goud        | NC27        |              |                     |

0p = deelgenomen, maar geen punten behaald voor het wereldbekerklassement
DQ# = diskwalificatie op de #'de afstand
NC# = niet gekwalificeerd voor de laatste afstand, maar wel als # geklasseerd in de eindrangschikking

### Medaillespiegel
| Kampioenschap | Goud · | Zilver · | Brons · |
| ------------- | ------ | -------- | ------- |
| BK Allround   | 6      | 0        | 0       |